# CIRCUS (栗山千明のアルバム)
『CIRCUS』（サーカス）は、栗山千明の1枚目のアルバム。2011年3月16日にデフスターレコーズから発売された。
また、5枚目シングル「月夜の肖像」収録の2曲を追加収録し、曲順を一部変更して、『CIRCUS Deluxe Edition』（サーカス・デラックス・エディション）として、2012年1月11日に発売された。

## 背景
プロデュース・シングル三部作に続き、全10組のアーティストが栗山に書き下ろしたアルバム。

## 楽曲
※カッコ内のトラック番号は『CIRCUS Deluxe Edition』でのトラック番号。
1.ルーレットでくちづけを（#1）
作曲した滝は、「西部劇をイメージして作った」と、コメントしている。
後にリリースされたシングル「0」に再収録された。
2.コールドフィンガーガール（#6）
3枚目シングル「コールドフィンガーガール」表題曲。
3.おいしい季節（#5）
4枚目シングル「おいしい季節/決定的三分間」表題曲。
5.決定的三分間（#8）
4枚目シングル「おいしい季節/決定的三分間」表題曲。
8.可能性ガール（#10）
2枚目シングル「可能性ガール」表題曲。
非収録.月夜の肖像（#2）
5枚目シングル「月夜の肖像」表題曲。
非収録.青春の瞬き（#4）
5枚目シングル「月夜の肖像」収録曲。

## タイアップ
※カッコ内のトラック番号は、「『CIRCUS』→『CIRCUS Deluxe Edition』」を表す。
- テレビアニメ『レベルE』オープニングテーマ[4]（#2→#6）
- 映画『ゴーストライター・ホテル』主題歌[5]（#6→#9）
- テレビ東京系アニメ『よりぬき銀魂さん』第3期オープニングテーマ[6]（#8→#10）
- テレビドラマ『秘密諜報員 エリカ[注 5]』主題歌[7]（非収録→#2）

## パッケージ

### CIRCUS
- 初回生産限定盤：CD+DVD
- 通常盤：CD

初回生産限定盤（DFCL-1761/2）と通常盤（DFCL-1763）の2形態で発売された。初回生産限定盤はボックス仕様で、DVD、フォトブック、トレーディングカード、シングル「おいしい季節/決定的三分間」とのW購入者特典応募ハガキが付属する。

### CIRCUS Deluxe Edition
- 期間限定生産盤：CD+DVD
- 通常盤：CD

期間限定生産盤（DFCL-1826/7）と通常盤（DFCL-1825）の2形態で発売された。期間限定生産盤はカラーケース仕様で、DVD、トレーディングカードが付属する。DVDには「月夜の肖像」のミュージック・ビデオが追加収録。

## プロモーション

### CIRCUS
「ルーレットでくちづけを」が2011年2月15日にラジオ『SCHOOL OF LOCK!』でオンエアされて解禁された。
発売記念ミニライブ&握手会が2011年3月19日にタワーレコード渋谷で、同月21日にタワーレコード梅田NU茶屋町で開催される予定だったが、東日本大震災の影響で中止となった。また、同月21日にアスナル金山で開催される予定だった『FMAICHI エンタメ・コング presents 栗山千明「CIRCUS」公開収録&握手会』も同様の理由で中止となった。
リリース記念に、『栗山千明×TOWER RECORDS 渋谷店 presents「CIRCUS」展』がタワーレコード渋谷店1Fで開催された。今作のアルバムに参加した10組のアーティストの直筆コメントの展示や、紹介がされたり、「おいしい季節/決定的三分間」と今作のジャケット撮影時着用衣装の展示や、栗山によるオリジナルビデオコメントの上映がされたりもした。また、この開催が決まった当初は2011年3月15日から同月21日までの予定だったが、東日本大震災の影響で1日遅れての開催となった。

### CIRCUS Deluxe Edition
2012年2月14日に、リリース記念イベント『バレンタインプレミアライブ』をタワーレコード渋谷で開催した。
- セットリスト

1. ルーレットにくちづけを
2. 月夜の肖像
3. コールドフィンガーガール
4. 口にしたLOVE
5. 青春の瞬き
6. おいしい季節

## 収録曲

### CD
| #         | タイトル                     | 作詞  | 作曲・編曲 | 時間 |
| --------- | ---------------------------- | ----- | ---------- | ---- |
| 1.        | 「ルーレットでくちづけを」   |       |            | 3:08 |
| 2.        | 「コールドフィンガーガール」 |       |            | 3:50 |
| 3.        | 「おいしい季節」             |       |            | 4:12 |
| 4.        | 「ミライノ・ヒカリ」         |       |            | 3:42 |
| 5.        | 「決定的三分間」             |       |            | 3:00 |
| 6.        | 「口にしたLOVE」             |       |            | 2:40 |
| 7.        | 「深海」                     |       |            | 4:20 |
| 8.        | 「可能性ガール」             |       |            | 4:40 |
| 9.        | 「五穀豊穣ROCK」             |       |            | 5:58 |
| 10.       | 「Ladies & Gentlemen」       |       |            | 3:18 |
| 11.       | 「New Moon Day」             |       |            | 4:00 |
| 合計時間: | 合計時間:                    | 42:53 |            |      |

| #         | タイトル                     | 作詞  | 作曲・編曲 | 時間 |
| --------- | ---------------------------- | ----- | ---------- | ---- |
| 1.        | 「ルーレットでくちづけを」   |       |            | 3:07 |
| 2.        | 「月夜の肖像」               |       |            | 3:50 |
| 3.        | 「口にしたLOVE」             |       |            | 2:40 |
| 4.        | 「青春の瞬き」               |       |            | 4:28 |
| 5.        | 「おいしい季節」             |       |            | 4:12 |
| 6.        | 「コールドフィンガーガール」 |       |            | 3:50 |
| 7.        | 「ミライノ・ヒカリ」         |       |            | 3:41 |
| 8.        | 「決定的三分間」             |       |            | 3:00 |
| 9.        | 「深海」                     |       |            | 4:22 |
| 10.       | 「可能性ガール」             |       |            | 4:41 |
| 11.       | 「五穀豊穣ROCK」             |       |            | 5:59 |
| 12.       | 「Ladies & Gentlemen」       |       |            | 3:18 |
| 13.       | 「New Moon Day」             |       |            | 4:03 |
| 合計時間: | 合計時間:                    | 51:15 |            |      |

### DVD
| #  | タイトル                                                 | 作詞 | 作曲・編曲 |
| -- | -------------------------------------------------------- | ---- | ---------- |
| 1. | 「おいしい季節 Music Video」                             |      |            |
| 2. | 「決定的三分間 Music Video」                             |      |            |
| 3. | 「コールドフィンガーガール ROCK SHORT FILM」             |      |            |
| 4. | 「可能性ガール Music Video」                             |      |            |
| 5. | 「おいしい季節/決定的三分間 Music Video メイキング映像」 |      |            |
| 6. | 「流星のナミダ Music Video（Bonus Track）」              |      |            |

| #  | タイトル                                                 | 作詞 | 作曲・編曲 |
| -- | -------------------------------------------------------- | ---- | ---------- |
| 1. | 「月夜の肖像 Music Video」                               |      |            |
| 2. | 「おいしい季節 Music Video」                             |      |            |
| 3. | 「決定的三分間 Music Video」                             |      |            |
| 4. | 「コールドフィンガーガール ROCK SHORT FILM」             |      |            |
| 5. | 「可能性ガール Music Video」                             |      |            |
| 6. | 「おいしい季節/決定的三分間 Music Video メイキング映像」 |      |            |
| 7. | 「流星のナミダ Music Video（Bonus Track）」              |      |            |

## クレジット
※『CIRCUS Deluxe Edition』は、追加収録された2曲のみ記載。
CIRCUS
1. ルーレットでくちづけを
Lyrics：菅原卓郎
Music：滝善充
Arrangement & Performance：9mm Parabellum Bullet
Drum Tuner：三原重夫
Equipment Technician：今村圭介
Recording & Mixing：日下貴世志
2. コールドフィンガーガール
Lyrics & Music：浅井健一
Arrangement & Performance：PONTIACS
Recording & Mixing：加納直貴
3. おいしい季節
Lyrics, Music & Arrangement：椎名林檎
Performance：東京事変
Recording & Mixing：井上雨迩
4. ミライノ・ヒカリ
Lyrics & Music： 氏原ワタル (DOES)
Arrangement & Performance：江口亮
except Drums：石井悠也
Recording：南石聡巳、植木清志、古田隆之
Mixing：南石聡巳
5. 決定的三分間
Lyrics, Music & Arrangement：椎名林檎
Performance：東京事変
Recording & Mixing：井上雨迩
6. 口にしたLOVE
Lyrics：いしわたり淳治
Music & Arrangement：Chris Cester、Mark Wilson
Drums & additional Guitar：Chris Cester
Bass, Moog, Synthesizer, Beats, MPC & Percussion：Mark Wilson
Guitar：Mitch Mclvor
Piano, Keyboards, Synthesizer & Congas：Louis Macklin
Recording：Mark Wilson、古田隆之
Mixing：Haima Marriot、Gus Franklin
7. 深海
Lyrics：櫻井敦司（BUCK-TICK）
Music, Arrangement, Guitar & Chorus：星野英彦（BUCK-TICK）
Programming & Synthesizer：CUBE JUICE
Co-Producing & Direction：田中淳一
Guitar Technician：峰守一隆
Recording & Mixing：小西康司
8. 可能性ガール
Lyrics：いしわたり淳治
Music, Arrangement, Guitar & Bass：布袋寅泰
Programming & Audio Edit：福富幸宏
Background Vocal：Bunny
Recording：今井邦彦、田中俊介
Mixing：今井邦彦
9. 五穀豊穣ROCK
Lyrics, Music & Arrangement：佐藤タイジ
Performance：THEATRE BROOK
Percussion：田中倫明
Recording & Mixing：渡辺省二郎
10. Ladies & Gentlemen
Lyrics：いしわたり淳治
Music & Arrangement：Stephan Jenkins、Kryz Reid
Performance：Third Eye Blind
Recording：Sean Beresford、古田隆之
Mixing：Sean Beresford
11. New Moon Day
Lyrics, Music, Arrangement Guitar, Synthesizer & Chorus：ヒダカトオル
Bass：フクダ "0343" カズオ
Drums：山浦大志
Equipment supporting：モリダイラ楽器
Recording & Mixing：植木清志

CIRCUS Deluxe Edition

2.月夜の肖像
Lyrics, Music & Arrangement：椎名林檎
Performance：東京事変
Manipulator：中山信彦
Vox Effect：江口亮
Recording & Mixing：南石聡巳

4.青春の瞬き
Lyrics, Music & Arrangement：椎名林檎
Strings Arrangement：斎藤ネコ
Performance：東京事変
Manipulator：中山信彦
Concertmaster：グレート栄田
Strings：今野均ストリングス
Violin：今野均、藤堂昌彦、徳永友美、小倉達夫、藤家泉子、柳原有弥、石橋尚子、真部裕、桐山なぎさ、伊能修、森本安弘、入江茜、納富彩歌、石亀協子、TAIRIKU
Viola：大沼幸江、榎戸崇浩、渡部安見子、松本有理、岡さおり、島岡智子
Cello：岩永智樹、笠原あやの、江口心一、柏木広樹、結城貴弘、増本麻理
Contra Bass：齋藤順、一本茂樹、赤池光治、玉木寿美
Conductor：斎藤ネコ
Vox Effect：江口亮
Recording & Mixing：南石聡巳

## 批評
| 専門評論家によるレビュー | 専門評論家によるレビュー |
| レビュー・スコア         | レビュー・スコア         |
| 出典                     | 評価                     |
| ------------------------ | ------------------------ |
| CDジャーナル             | 肯定                     |
| WHAT's IN?               | 肯定                     |

『CDジャーナル』は、「エッジーにして個性的な楽曲のなかで彼女は、天性とも言えるヴォーカル・センスをどこまでも自由に発揮している。」とコメントした。
『WHAT's IN?』の大野貴史は、「それらクセのあるロック・チューンを色気があったりキュートだったり乱暴だったりするボーカルでスリリングに乗りこなす辺りは、さすが女優。」と賛辞を送った。